# Красносільська сільська рада (Чуднівський район)
Красносільська сільська рада — колишня адміністративно-територіальна одиниця та орган місцевого самоврядування у Любарському, Бердичівському і Чуднівському районах Житомирської і Бердичівської округ, Вінницької й Житомирської областей Української РСР та України з адміністративним центром у с. Красносілка.

## Населені пункти
Сільській раді були підпорядковані населені пункти:
- с. Красносілка
- с. Ясногірка

## Населення
Кількість населення ради, станом на 1923 рік, становила 1 925 осіб, кількість дворів — 485.
Відповідно до перепису населення СРСР, станом на 17 грудня 1926 року, чисельність населення ради становила 2 274 особи, з них, за статтю: чоловіків — 1 078, жінок — 1 196; етнічний склад: українців — 2 247, євреїв — 14, поляків — 10, чехів — 3. Кількість господарств — 503, з них, несільського типу — 7.
Відповідно до результатів перепису населення СРСР, кількість населення ради, станом на 12 січня 1989 року, становила 1 128 осіб.
Станом на 5 грудня 2001 року, відповідно до перепису населення України, кількість мешканців сільської ради становила 919 осіб.

## Склад ради
Рада складалася з 12 депутатів та голови.

### Керівний склад сільської ради
| ПІБ                    | Основні відомості                                                                          | Дата обрання | Дата звільнення |
| ---------------------- | ------------------------------------------------------------------------------------------ | ------------ | --------------- |
| Лінивий Павло Петрович | Сільський голова, 1961 року народження, освіта                                             | 26.03.2006   | 31.10.2010      |
| Лінивий Павло Петрович | Сільський голова, 1961 року народження, освіта вища, член політичної партії 'Наша Україна' | 31.10.2010   |                 |

Примітка: таблиця складена за даними джерела

## Історія
Створена 1923 року, в складі сіл Красносілка та Цицелівка Красносільської волості Полонського повіту Волинської губернії. 4 вересня 1928 року в с. Цицелівка створено окрему, Цицелівську сільську раду Чуднівського району Бердичівської округи. Станом на 1 жовтня 1941 року в підпорядкуванні числився хутір Павликів.
Станом на 1 вересня 1946 року сільська рада входила до складу Чуднівського району Житомирської області, на обліку в раді перебувало с. Красносілка, х. Павликів не перебував на обліку населених пунктів.
11 серпня 1954 року, відповідно до указу Президії Верховної ради Української РСР «Про укрупнення сільських рад по Житомирській області», до складу ради приєднано с. Цицелівка (згодом — Ясногірка) та х. Шевченка ліквідованої Цицелівської сільської ради. 11 січня 1960 року, відповідно до рішення Житомирського облвиконкому № 2 «Про зміни в адміністративно-територіальному поділі сільських рад в районах області», селище Шевченка передане до складу Карповецької сільської ради Чуднівського району.
На 1 січня 1972 року сільська рада входила до складу Чуднівського району Житомирської області, на обліку в раді перебували села Красногірка та Ясенівка.
Припинила існування 15 січня 2019 року через об'єднання до складу Чуднівської міської територіальної громади Чуднівського району Житомирської області.
Входила до складу Любарського (7.03.1923 р., 4.01.1965 р.), Чуднівського (21.08.1924 р., 8.12.1966 р.) та Бердичівського (30.12.1962 р.) районів.